# Lista filmów produkcji Paramount Pictures

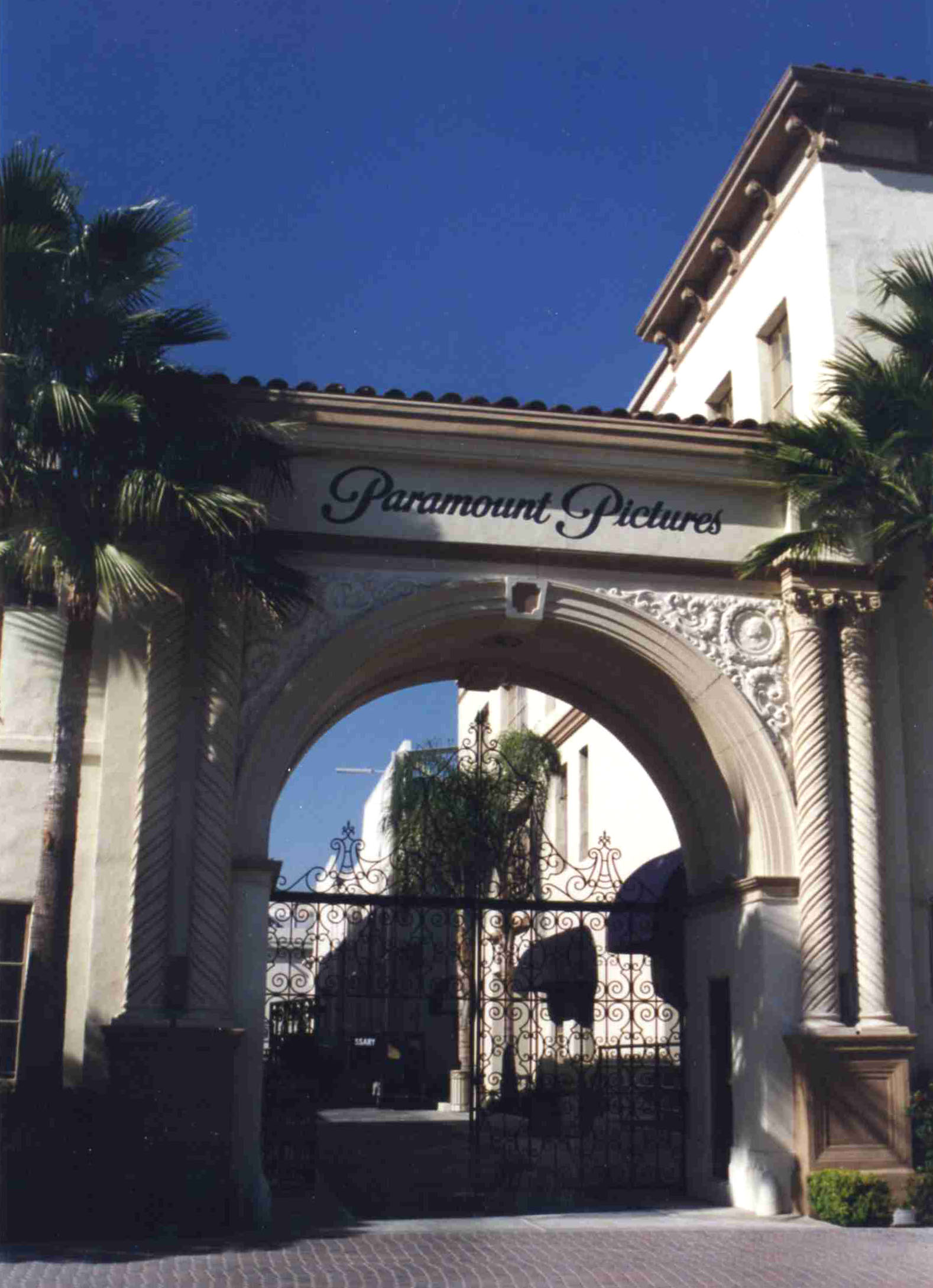
Brama wytwórni

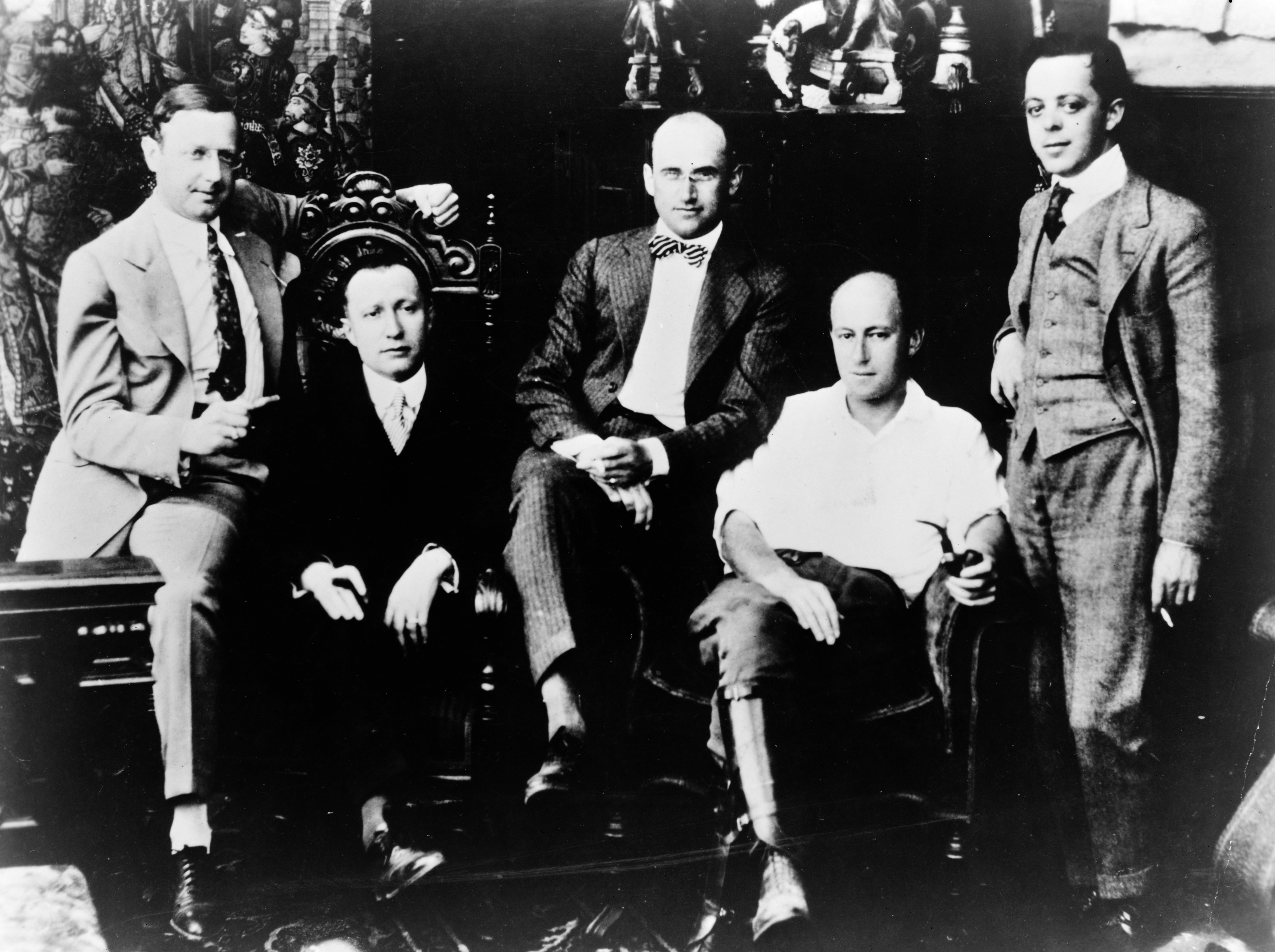
Jesse L. Lasky, Adolph Zukor, Samuel Goldwyn, Cecil B. DeMille, Al Kaufman (1916)

Chronologiczna lista filmów produkcji wytwórni filmowej Paramount Pictures:
W nawiasie podano przedsiębiorstwa, z którymi Paramount wspólnie zrealizował filmy.

## Lata 1920.
- 1920: The Great Day (Famous Players-Lasky)
- 1921: The Call of Youth
- 1921: Appearances
- 1921: Tajemnicza droga
- 1921: The Princess of New York
- 1921: Niebezpieczne kłamstwo
- 1921: Szejk
- 1921: Beside the Bonnie Brier Bush
- 1922: Krew na piasku
- 1923: Karawana
- 1923: Dziesięcioro przykazań
- 1924: Zakazany raj
- 1924: Piotruś Pan
- 1927: Skrzydła
- 1928: Życie zaczyna się jutro
- 1928: Marsz weselny

## Lata 1930.
- 1930: Król włóczęgów
- 1931: Skippy
- 1931: Confessions of a Co-Ed
- 1931: Doktor Jekyll i pan Hyde
- 1932: Szanghaj Ekspres
- 1932: Wielka transmisja
- 1932: Pod znakiem Krzyża
- 1932: Pożegnanie z bronią
- 1933: Blue of the Night
- 1933: Lady Lou
- 1933: Sing, Bing, Sing
- 1933: College Humor
- 1933: Too Much Harmony
- 1933: Please
- 1934: Just an Echo
- 1934: We’re Not Dressing
- 1934: Miłość dla początkujących
- 1934: Kleopatra
- 1934: Tutaj jest moje serce
- 1935: Mississippi
- 1935: Two for Tonight
- 1935: The Big Broadcast of 1936
- 1935: Bengali
- 1936: Anything Goes
- 1936: Mleczna droga
- 1936: Rhythm on the Range
- 1937: Waikiki Wedding
- 1937: Double or Nothing
- 1938: Doctor Rhythm
- 1938: Sing You Sinners
- 1939: Miesiąc miodowy w Paryżu
- 1939: Łowca talentów
- 1939: Podróże Guliwera

## Lata 1940.
- 1940: Droga do Singapuru
- 1940: Rhythm on the River
- 1941: Droga do Zanzibaru
- 1941: Birth of the Blues
- 1942: My Favorite Blonde
- 1942: Gospoda świąteczna
- 1942: Droga do Maroka
- 1942: Star Spangled Rhythm
- 1943: Dixie
- 1944: Idąc moją drogą
- 1944: Podwójne ubezpieczenie
- 1944: Here Come the Waves
- 1945: Duffy’s Tavern
- 1945: Stracony weekend
- 1946: Droga do Utopii
- 1946: Blue Skies
- 1947: Witaj, przybyszu
- 1947: Variety Girl
- 1947: Droga do Rio
- 1948: Cesarski walc
- 1948: Jankes na dworze króla Artura
- 1949: Top o’ the Morning

## Lata 1950.
- 1950: Riding High
- 1950: Bulwar Zachodzącego Słońca (lista stu najlepszych amerykańskich filmów według AFI)
- 1950: Mr. Music
- 1951: Miejsce pod słońcem
- 1951: Przybywa narzeczony
- 1952: Największe widowisko świata
- 1952: Just for You
- 1952: Droga do Bali
- 1953: Jeździec znikąd
- 1953: Rzymskie wakacje
- 1953: Little Boy Lost
- 1954: Białe Boże Narodzenie
- 1954: Dziewczyna z prowincji
- 1955: Złodziej w hotelu
- 1955: Tatuowana róża
- 1956: Anything Goes
- 1956: Dziesięcioro przykazań
- 1957: Kochając ciebie (Hal Wallis Productions)
- 1958: Król Kreol (Hal Wallis Productions)
- 1959: Człowiek, którego zwano katem

## Lata 1960.
- 1960: Psychoza
- 1960: Żołnierski blues (Hal Wallis Productions)
- 1961: Dwa oblicza zemsty (Pennebaker Productions)
- 1961: Błękitne Hawaje
- 1962: Dziewczyny! Dziewczyny! Dziewczyny!
- 1963: Zabawa w Acapulco
- 1964: Wagabunda
- 1966: Podrap mnie w plecy
- 1967: Łatwo przyszło, łatwo poszło
- 1968: Romeo i Julia

## Lata 1970.
- 1970: Love Story
- 1972: Ojciec chrzestny (Alfran Productions)
- 1974: Chinatown
- 1974: Rozmowa (American Zoetrope, The Directors Company, The Coppola Company)
- 1974: Ojciec chrzestny II (The Coppola Company)
- 1978: Niebiosa mogą zaczekać
- 1979: Wojownicy

## Lata 1980.
- 1980: Atlantic City
- 1980: Zwyczajni ludzie (Wildwood Enterprises)
- 1981: Poszukiwacze zaginionej Arki (Lucasfilm)
- 1983: Czułe słówka
- 1984: Indiana Jones i Świątynia Zagłady (Lucasfilm, Amblin Entertainment)
- 1984: Gliniarz z Beverly Hills
- 1985: Świadek
- 1986: Top Gun (Don Simpson/Jerry Bruckheimer Films)
- 1986: Dzieci gorszego boga
- 1987: Gliniarz z Beverly Hills II
- 1987: Fatalne zauroczenie
- 1987: Nietykalni
- 1989: Indiana Jones i ostatnia krucjata (Lucasfilm, Amblin Entertainment)

## Lata 1990.
- 1990: Uwierz w ducha
- 1990: Ojciec chrzestny III (American Zoetrope, The Coppola Company)
- 1994: Gliniarz z Beverly Hills III
- 1994: Forrest Gump
- 1995: Braveheart. Waleczne serce (Icon Productions, The Ladd Company)
- 1996: Mission: Impossible
- 1996: Beavis i Butt-head zaliczają Amerykę (Geffen Pictures, MTV Films)
- 1997: Bez twarzy (Touchstone Pictures, Permut Presentations)
- 1997: Titanic (20th Century Fox, Lightstorm Entertainment)
- 1998: Przypadkowa dziewczyna (Intermedia Films, Mirage Enterprises, Miramax Films)
- 1999: Jeździec bez głowy (Mandalay Pictures, Scott Rudin Productions, American Zoetrope, Tim Burton Productions)

## Lata 2000.
- 2000: Mission: Impossible II (Cruise/Wagner Productions)
- 2001: Lara Croft: Tomb Raider (Mutual Film Company, Lawrence Gordon Productions, Eidos Interactive)
- 2001: Wyścig szczurów (Fireworks Pictures, Alphaville Films, Zucker Productions)
- 2001: Zoolander (Village Roadshow Pictures, VH1 Films, NPV Entertainment, Red Hour Productions, Scott Rudin Productions)
- 2002: K-19 The Widowmaker (Intermedia Films, National Geographic Society, New Regency Pictures)
- 2002: Jackass: Świry w akcji[1] (MTV Films, Dickhouse Productions, Lynch Siderow Productions)
- 2002: Star Trek: Nemesis
- 2002: Godziny (Miramax Films, Scott Rudin Productions)
- 2003: Włoska robota (De Line Pictures)
- 2003: Lara Croft Tomb Raider: Kolebka życia (Mutual Film Company, BBC Films, Tele München Gruppe, Toho-Towa, Lawrence Gordon Productions, Eidos Interactive)
- 2003: Dickie Roberts: Kiedyś gwiazda (Happy Madison Productions)
- 2003: Szkoła rocka (Scott Rudin Productions)
- 2003: Tupac: Zmartwychwstanie (Amaru Entertainment, MTV Films)
- 2004: Wredne dziewczyny (Lorne Michaels Productions)
- 2004: SpongeBob Kanciastoporty (Nickelodeon Movies, United Plankton Pictures)
- 2005: Wykiwać klawisza (Columbia Pictures, MTV Films, Happy Madison Productions)
- 2005: Bardzo długa podróż poślubna (Deep River Productions)
- 2006: Mission: Impossible III (Cruise/Wagner Productions)
- 2006: Jackass: Numer dwa[2] (MTV Films, Dickhouse Productions, Lynch Siderow Productions)
- 2007: Shrek Trzeci (DreamWorks Animation, Pacific Data Images)
- 2007: Transformers (DreamWorks Pictures, Hasbro, Di Bonaventura Pictures)
- 2008: Kroniki Spiderwick (Nickelodeon Movies, The Kennedy/Marshall Company, Atmosphere Pictures)
- 2008: Iron Man (Marvel Studios)
- 2008: Indiana Jones i Królestwo Kryształowej Czaszki (Lucasfilm)
- 2009: Transformers: Zemsta upadłych (DreamWorks Pictures, Hasbro, Di Bonaventura Pictures)

## Lata 2010.
- 2010: Wyspa tajemnic (Phoenix Pictures, Appian Way Productions, Sikelia Productions)
- 2010: Jak wytresować smoka (DreamWorks Animation)
- 2010: Iron Man 2 (Marvel Studios)
- 2010: Shrek Forever (DreamWorks Animation)
- 2010: Ostatni władca wiatru[3][4] (Nickelodeon Movies, Blinding Edge Pictures, The Kennedy/Marshall Company)
- 2010: Jackass 3D[5] (Dickhouse Productions, MTV Films)
- 2010: Prawdziwe męstwo (Skydance Productions, Scott Rudin Productions, Mike Zoss Productions)
- 2011: Rango (Blind Wink, GK Films, Nickelodeon Movies)
- 2011: Thor (Marvel Studios)
- 2011: Transformers 3 (Hasbro, Di Bonaventura Pictures)
- 2011: Kapitan Ameryka: Pierwsze starcie (Marvel Studios)
- 2011: Hugo i jego wynalazek  (GK Films, Infinitum Nihil)
- 2012: Jack Reacher: Jednym strzałem (TC Productions, Skydance Productions)
- 2013: World War Z (Skydance Productions, Hemisphere Media Capital, GK Films, Plan B Entertainment, 2DUX²)
- 2013: Jackass: Bezwstydny dziadek[6] (Dickhouse Productions, MTV Films)
- 2013: Legenda telewizji 2: Kontynuacja (Gary Sanchez Productions, Apatow Productions)
- 2013: Wilk z Wall Street (Red Granite Pictures, Sikelia Productions, Appian Way Productions, EMJAG Productions)
- 2014: Transformers: Wiek zagłady (Hasbro, Di Bonaventura Pictures)
- 2015: Terminator: Genisys (Skydance Productions, China Movie Media Group)
- 2015: Tata kontra tata (Red Granite Pictures, Gary Sanchez Productions)
- 2015: Big Short (Regency Enterprises, Plan B Entertainment)
- 2016: Zoolander 2 (Red Hour Productions)
- 2016: Jack Reacher: Nigdy nie wracaj (Skydance Media, TC Productions, Huahua Media-Shanghai Film Group)
- 2017: Transformers: Ostatni rycerz (Hasbro Films, Di Bonaventura Pictures, Huahua Media, Weying Galaxy, The H Collective)
- 2017: Co wiecie o swoich dziadkach? (Gary Sanchez Productions)
- 2018: Rodzina od zaraz[7] (Leverage Entertainment, Closest to The Hole Productions, Two Grown Men Productions)
- 2019: Dora i Miasto Złota (Paramount Players, Nickeloden Movies, Walden Media, MRC)

## Lata 2020.
- 2020: Sonic. Szybki jak błyskawica (Sega Sammy Group, Original Film, Marza Animation Planet, Blur Studio)
- 2021: Jackass 4[8][9] (Paramount Players, MTV Films, Dickhouse Productions, Gorilla Flicks)
- 2021: Top Gun: Maverick[8][9][10] (Skydance Media, Don Simpson/Jerry Bruckheimer Films, New Republic Pictures, Tencent Pictures, TC Productions)
- 2022: Sonic 2. Szybki jak błyskawica[8] (Marza Animation Planet, Original Film, Blur Studio, Sega)